# Мудерсхаузен
Мудерсхаузен (њем. Mudershausen) општина је у њемачкој савезној држави Рајна-Палатинат. Једно је од 137 општинских средишта округа Рајн-Лан. Према процјени из 2010. у општини је живјело 456 становника. Посједује регионалну шифру (AGS) 7141089.

## Географски и демографски подаци
Мудерсхаузен се налази у савезној држави Рајна-Палатинат у округу Рајн-Лан. Општина се налази на надморској висини од 265 метара. Површина општине износи 4,7 km². У самом мјесту је, према процјени из 2010. године, живјело 456 становника. Просјечна густина становништва износи 97 становника/km².